# КВ Мехелен
Йелоу Ред Конинклейке Вутбалкльоб Мехелен, кратка форма Мехелен (първите две думи на английски, другите на нидерландски: Yellow Red Koninklijke Voetbalclub Mechelen, френското название на отбора е ФК Малиноа, FC Malinois) е професионален футболен клуб от белгийския град Мехелен. Цветовете на отбора са жълто и червено.

## Успехи

### Национални
- Белгийска Про Лига
  -  Шампион (4): 1942/43, 1945/46, 1947/48, 1988/89
  -  Вицешампион (5): 1930/31, 1953/54, 1986/87, 1987/88, 1990/91
- Купа на Белгия
  -  Носител (2): 1986/87, 2018/19
  -  Финалист (5): 1967, 1991, 1992, 2009, 2023
- Суперкупа на Белгия
- Финалист (1): 2019

### Международни
- Купа на носителите на купи
  -  Носител (1): 1987/88
- Суперкупа на Европа
  -  Носител (1): 1988
- Купа Жоан Гампер
  -  Носител (1): 1989

## Известни бивши футболисти
- Филип Албер
- Кристиан Бентеке
- Кристиан Кабаселе
- Мишел Прюдом
- Марк Вилмотс
- Ели Охана
- Руди Крол
- Ервин Куман
- Джон Босман
- Дриса Диало
- Кенет Андерсон